# خاچیک
خاچیک (به ارمنی: Խաչատուր) یک نام کوچک ارمنی برای پسران است. این نام کوتاه شده خاچاطور به معنی «صلیب‌کِش» است، یعنی کسی که در آیین کلیسا مسئول حمل صلیب است.
کاربردهای نام خاچیک:
- خاچیک آبراهامیان
- خاچیک باباییان نوازنده ایرانی ویلن.
- خاچیک داشتنتس
- گورگن-خاچیک واسپوراکان
- خاچیک هاروتیونیان
- خاچی خاچیک

## مرتبط
- سازند خاچیک
- خاچیک، ارمنستان
- خاچیکیان